# Cseh korona
A cseh korona (csehül: koruna česká) 1993. február 8-ai megjelenése óta Csehország hivatalos pénzneme. (Megjelenése és Szlovákia Csehországtól való elszakadása közötti rövid időszakban a csehszlovák korona maradt a hivatalos fizetőeszköz.)

## Árfolyamrendszere
A cseh koronát 1996 februárjáig árfolyamsáv meghatározása nélkül egy valutakosárhoz kötötték. Ekkor +/- 7,5%-os (tehát összesen 15% szélességű) árfolyamsávot vezettek be a rögzített középparitás körül.
1997 májusában erős spekuláció keletkezett a pénzpiacon a korona ellen, ezért az árfolyamsávot eltörölték, szakítottak az árfolyamrögzítéssel és a korona szabad lebegtetését vezették be (rugalmas árfolyamrendszer). Egyidejűleg bevezették az inflációs célkövetés rendszerét.
A korona az azóta eltelt időszak javában erős volt, annyira, hogy a Cseh Nemzeti Bank az Európai Központi Bank kamatai alá csökkenthette saját kamatait. Az alacsony kölcsönzési költségek miatt a régióban tevékenykedő külföldi pénz- és tőkepiaci befektetők gyakran alacsony kamatú koronát kölcsönöztek és magas kamatú egyéb régiós devizákba fektették, például a forintba.
Csehország az Európai Unióhoz 2004 óta csatlakozó 13 állam azon csoportjához tartozik, amelyek viszonylag lassan haladnak az euró bevezetése felé. (A bevezetés ezen államok számára a csatlakozással vállalt kötelezettség, bár határidőt nem szabtak a gazdasági feltételek teljesítésére és a csatlakozásra). Bohuslav Sobotka kormányfő 2014 januárjában azt nyilatkozta, hogy a következő 4 évben biztosan nem vezetik be az eurót, mivel a lakosság 77 százaléka ellenezte ezt egy felmérésen.
2009 után, 2015 januárjában ismét 28 korona fölé drágult az euró árfolyama, amely hatéves mélypontnak számít. Az árfolyamot a deflációtól való félelmek, az olajár tartós esése és a hazai infláció esése mozgatta. Korábban 2007-ben volt ilyen alacsony a korona értéke, az ez előtti időszakban pedig 2004-től fokozatosan erősödött a korona értéke 32 korona/euró árfolyamról.

### A gyenge korona politika
A cseh jegybank 2013 novemberében küszöböt állapított meg a korona értékére, vállalva, hogy nem engedi az euró elleni 27-es árfolyamszinten túl erősödni. Az intézkedés oka volt, hogy elhárítsa a defláció veszélyét. A cseh infláció, összhangban a közép-európai trendekkel, 2014 elejére nulla közepére süllyedt és 2016 végéig ott is maradt, és az volt a veszély hogy alacsony szintje a gazdasági növekedést is meggátolhatja.
A bank a 27-es küszöb védelmében kénytelen volt megtriplázni devizatartalékait. Sok befektető arra spekulálva vásárolta a koronát, hogy a küszöb eltörlése után a fizetőeszköz jelentősen erősödhet. Ugyanakkor minél több koronát vettek, annál inkább nőttek az aggodalmak, hogy a küszöb eltűntének idejére elfogynak a vásárlók és a korona gyengülni fog erősödés helyett. 2017 első hónapjaiban a jegybank már több tízmilliárd euró megvásárlására kényszerült, így növekedett a nyomás, hogy mielőbb szabaduljon a védendő küszöbtől.
2016 végére az infláció elérte a Cseh Nemzeti Bank 2 százalékos célját és a gazdasági növekedés is magára talált. A bank előre vállalta, hogy 2017 március végéig fenntartja a "gyenge korona" rezsimet. Az ígért periódus lejártát követő első ülésén a bank eltörölte az euró elleni 27-es küszöböt, emellett azonban azt ígérte, hogy nem fog engedni túlzott árfolyammozgásokat. A korona föl-le ugrált a küszöbeltörlés után, de mozgásai kisebbek voltak, mint egyes elemzők előrejelezték.

## Emlékbankjegyek
2019-ben új 100 koronás emlékbankjegyet kibocsátottak ki, amin Alois Rašin képe szerepel.